# Coprinopsis marcescibilis

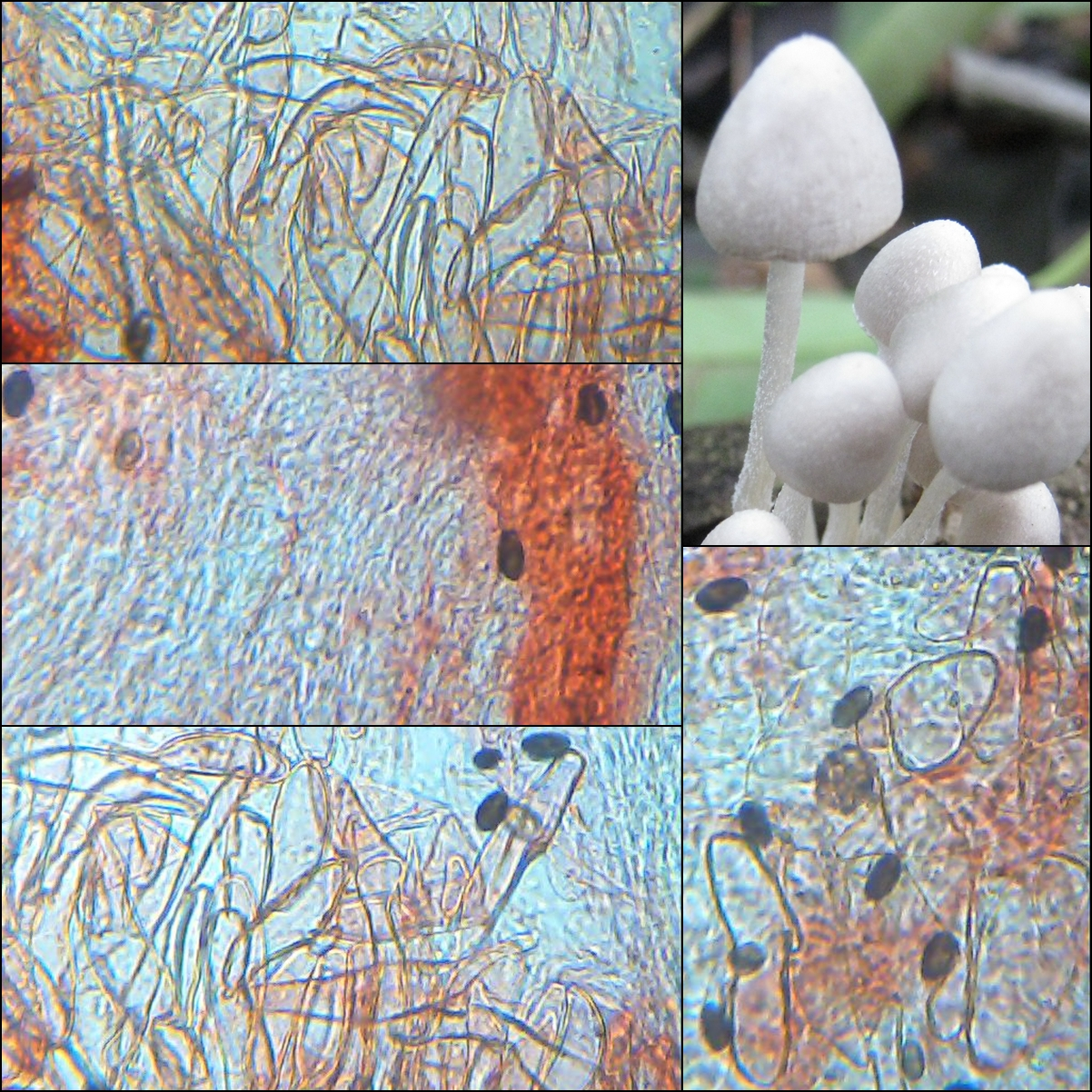

Coprinopsis macrocephala (Britzelm.) Örstadius & E. Larss.) – gatunek grzybów należący do rodziny kruchaweczkowatych (Psathyrellaceae). Jest jednym z gatunków grzybów, u których zsekwencjonowano genom.

## Systematyka
Pozycja w klasyfikacji według Index Fungorum: Coprinopsis, Psathyrellaceae, Agaricales, Agaricomycetidae, Agaricomycetes, Agaricomycotina, Basidiomycota, Fungi.
Po raz pierwszy opisał go w 1891 r. Max Britzelmayr nadając mu nazwę Agaricus marcescibilis. W 1951 r. przeniósł go do rodzaju Psathyrella (kruchaweczka). Obecną, uznaną przez Index Fungorum nazwę nadali temu gatunkowi Örstadius & E. Larss. w 2001 r.
Synonimy:
- Agaricus marcescibilis Britzelm 1891
- Coprinopsis marcescibilis f. elata (Malençon & Bertault) Valade 2014
- Coprinopsis marcescibilis var. virginea (J.E. Lange ex Surault, G. Tassi & Coué) Valade 2014
- Drosophila marcescibilis f. elata Malençon & Bertault, 1970
- Hypholoma marcescibile (Britzelm.) Sacc. 1895
- Psathyra fragilissima Kauffman 1926
- Psathyra lactea J.E. Lange 1940
- Psathyra lactea f. virginea J.E. Lange 1936
- Psathyrella fragilissima (Kauffman) A.H. Sm. 1972
- Psathyrella lactea (J.E. Lange) J.E. Lange 1940
- Psathyrella marcescibilis (Britzelm.) Singer 1951
- Psathyrella marcescibilis var. elata (Malençon & Bertault) Citérin & Bon 1995
- Psathyrella marcescibilis var. virginea J.E. Lange ex Surault, G. Tassi & Coué 2004

W 2003 r. gatunek ten zaliczany był do rodzaju Psathyrella i Władysław Wojewoda zaproponował dla niego nazwę kruchaweczka dzwonkowata. Po przeniesieniu go do rodzaju Coprinopsis nazwa ta jest niespójna z nazwą naukową. 

## Występowanie
W. Wojewoda w 2003 r. podał 5 stanowisk tego gatunku w Polsce z uwagą, że jego rozprzestrzenienie i stopień zagrożenia nie są znane. Liczniejsze i bardziej aktualne stanowiska podaje internetowy atlas grzybów. Coprinopsis marcescibilis zaliczony w nim jest do gatunków zagrożonych i wartych objęcia ochroną.
Występuje w lasach, zarówno na glebach gliniastych jak i piaszczystych. Rozwija się na próchnicy, w trawie, wzdłuż poboczy dróg i na rekultywowanych wysypiskach śmieci. 

## Znaczenie
Saprotrof. Gatunki z rodziny kruchaweczkowatych spełniają ważną rolę w ekosystemach lądowych rozkładając niedrzewne materiały organiczne, znacznie przyczyniając się do globalnego obiegu węgla. Często w tych siedliskach są pierwszymi kolonizatorami wśród podstawczaków. Genom Coprinopsis marcescibilis, podobnie jak genomy czernidłaka błyszczącego (Coprinellus micaceus) i czernidłakia szarawego (Coprinopsis cinerea) stanowią podstawę badawczą do opracowania przez uczonych stereotypowego zestawu narzędzi genomicznych do rozkładu śmieci i taki był m.in. cel zsekwencjonowania genomów tych gatunków. 